# عدد هارتمن
عدد هارتمن (به انگلیسی: Hartmann number) یک کمیت بدون بعد است که به صورت نسبت نیروی الکترومغناطیس به نیروی ویسکوزیته تعریف می‌شود. این کمیت که با نماد {\displaystyle H_{a}} نشان داده می‌شود نخستین بار توسط هارتمن تعریف شد.

## تعریف
{\displaystyle H_{a}=BL{\sqrt {\frac {\sigma }{\mu }}}}
در این رابطه:
- {\displaystyle B} مقدار میدان مغناطیسی
- {\displaystyle L} طول مشخصه
- {\displaystyle \sigma } رسانایی الکتریکی
- {\displaystyle \mu } لزجت دینامیکی